# Autochrome
 (juin 2020).
L’autochrome est un procédé de restitution photographique des couleurs breveté le 17 décembre 1903 par les frères Auguste et Louis Lumière et mis au point par Gabriel Doublier au sein de leurs ateliers.
C'est la première technique industrielle de photographie en couleurs, elle produit des images positives sur plaques de verre. Elle fut utilisée entre 1907 et 1932 environ. On lui doit en particulier de nombreuses photographies de la Première Guerre mondiale.

## Histoire

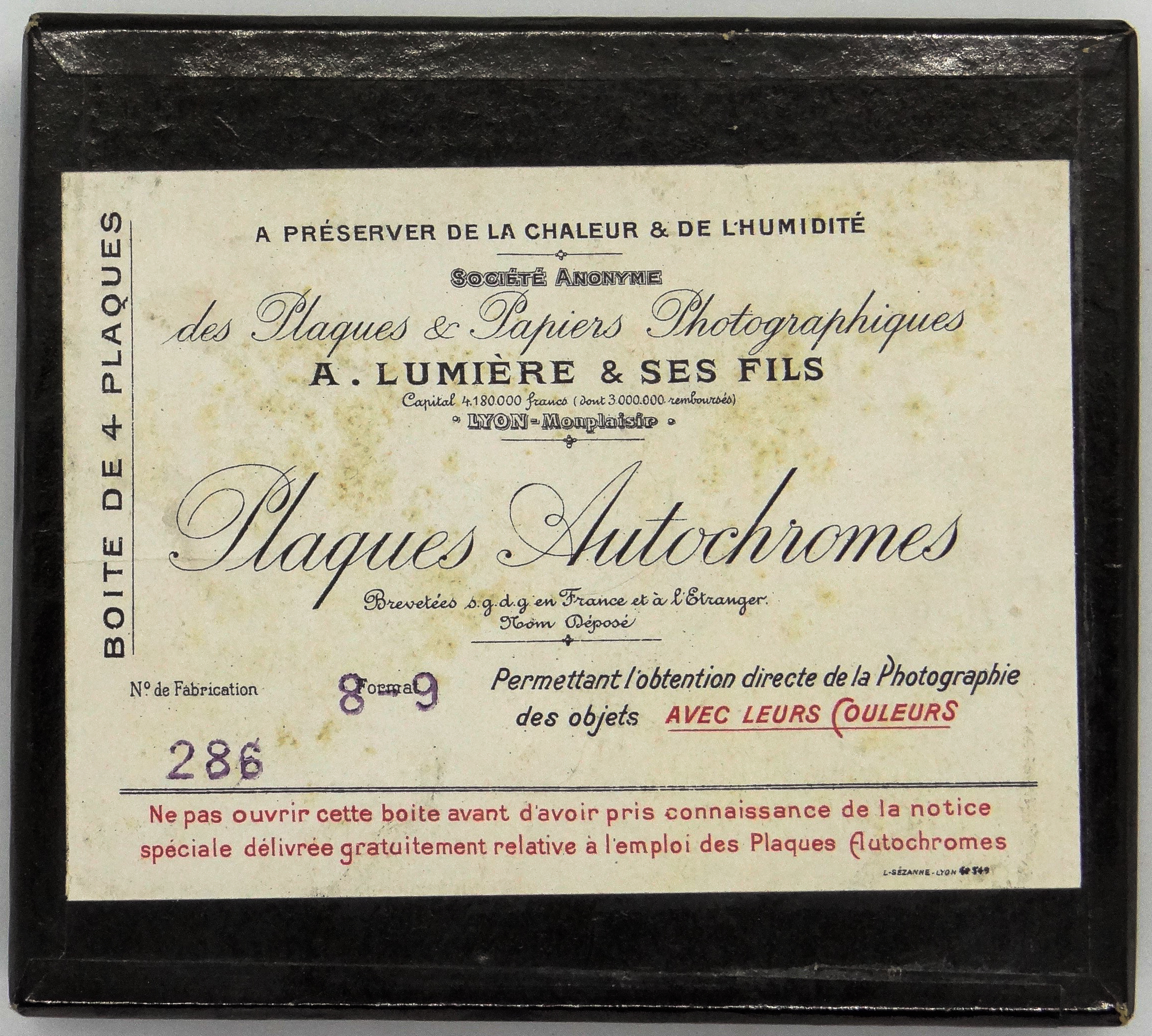
Une boîte de plaques autochromes de la Société Lumière.

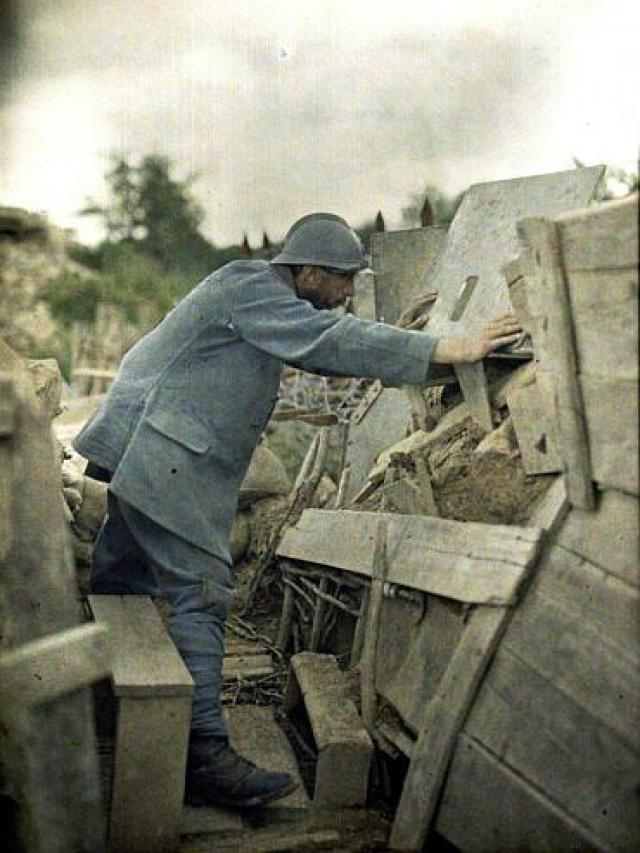
Paul Castelnau, Militaire français en observation : un guetteur au poste de l'écluse 26, 1917. Un autochrome réalisé pendant la Première Guerre mondiale, Médiathèque du patrimoine et de la photographie, Charenton-le-Pont.

Louis Lumière est déjà le père de la plaque photographique instantanée et du Cinématographe lorsqu’il dépose avec son frère Auguste, le 17 décembre 1903, un brevet pour l'Autochrome, premier procédé de photographie en couleur. Louis Lumière présente la technique autochrome à l'Académie des sciences le 30 mai 1904.
Gabriel Veyre réalise ensuite les premiers autochromes au Maroc.
À partir de 1907, sa commercialisation séduit de nombreux Français et étrangers,. Les usines Lumière produisirent 6 000 plaques d'autochromes par jour, 50 millions de clichés au total.
Albert Kahn, banquier philanthrope, envoie sur les cinq continents des photographes qui travailleront principalement en autochrome et constitueront selon son vaste projet « Les Archives de la Planète ». Grâce à cette technique, Albert Kahn a pu ainsi rassembler des milliers de témoignages sur la vie et les gens d'une cinquantaine de pays dans le monde.
À partir de 1935, le Kodachrome puis, en 1936, l'Agfacolor remplacent progressivement l'autochrome.

## Technique de fabrication
Pour créer la mosaïque de filtres de couleur autochrome, une fine plaque de verre a d'abord été recouverte d'une couche adhésive transparente. Les grains d'amidon teintés ont été calibrés à une taille comprise entre 5 et 10 micromètres et les trois couleurs ont été soigneusement mélangées dans des proportions telles que le mélange apparaît gris à l'œil nu. Ils ont ensuite été étalés sur l'adhésif, créant une couche d'environ 4 000 000 de grains par pouce carré, mais d'une épaisseur d'un seul grain. On ne sait pas encore exactement comment on a réussi à éviter les écarts importants et les chevauchements de grains.
On constate que l'application d'une pression extrême produisait une mosaïque qui transmettait plus efficacement la lumière à l'émulsion, car les grains étaient légèrement aplatis, ce qui les rendait plus transparents, et pressés dans un contact plus intime les uns avec les autres, ce qui réduisait l'espace perdu entre eux. Comme il n'était pas pratique d'appliquer une telle pression sur l'ensemble de la plaque en une seule fois, on utilisait un rouleau compresseur qui n'aplatissait qu'une très petite zone à la fois. Du noir de lampe a été utilisé pour boucher les légers espaces restants.
La plaque a ensuite été recouverte de gomme-laque pour protéger les grains et les colorants sensibles à l'humidité de l'émulsion de gélatine à base d'eau, qui a été appliquée sur la plaque après le séchage de la gomme-laque. La plaque ainsi obtenue a été découpée en plaques plus petites de la taille souhaitée, qui ont été emballées dans des boîtes de quatre. Chaque plaque était accompagnée d'un mince morceau de carton coloré en noir du côté de l'émulsion. Il devait être conservé lors du chargement et de l'exposition de la plaque et servait à la fois à protéger l'émulsion délicate et à inhiber le halo.
Le brevet américain de 1906 décrit le procédé de manière plus générale : les grains peuvent être orange, violet et vert, ou rouge, jaune et bleu (ou « n'importe quel nombre de couleurs »), avec éventuellement de la poudre noire pour combler les lacunes. Les expérimentations menées au début du XXe siècle ont permis de résoudre de nombreux problèmes, notamment l'ajout de plaques d'écran, d'un filtre jaune destiné à équilibrer le bleu, et l'ajustement de la taille des cristaux d'halogénure d'argent afin d'obtenir un spectre de couleurs plus large et de contrôler la fréquence de la lumière.

## Technique

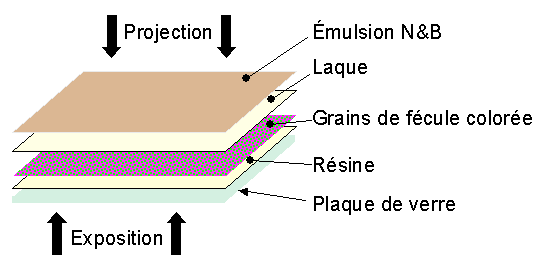
Principe de l'autochrome.

À l'opposé des autres techniques de l'époque, ce procédé qui emploie la méthode additive enregistre l'image sur une seule plaque photographique, sous forme d'une image noir et blanc composite représentant le rouge, le vert et le bleu. Émulsion et filtre sont intimement liés, de la prise de vue à la projection, du fait du caractère aléatoire du filtre.
La technique consiste à saupoudrer une plaque de verre avec des millions de particules microscopiques (10 à 20 micromètres) — des grains de fécule de pomme de terre — teints en rouge (orangé), vert et bleu (violet), fixés par de la résine. Les interstices entre les grains sont comblés par de la poudre de carbone très fine (noir de fumée) afin de conserver une bonne saturation des couleurs. Ce filtre, appelé « réseau », est scellé par une laque qui le protège pendant les opérations de développement de la surface sensible qui a été déposée sur le tout.
- L'exposition se fait, plaque de verre en avant.
- Le développement est complexe puisqu'il faut inverser l'image : deux développements successifs avec une post-insolation.
- La restitution s'effectue par rétro-éclairage, source de lumière du côté de la surface sensible.

Même avec une excellente émulsion, la présence du filtre réduit la sensibilité effective de 4 à 8 diaphragmes. Par conséquent, cette technique demande un long temps de pose, d'où la mise en scène des personnages et le flou fréquent de la végétation.

## Autochromistes renommés
Liste non exhaustive de photographes célèbres ayant utilisé l’autochrome pour une partie importante de leur production.
- Henri Bellieni
- Fernand Cuville
- Paul Castelnau
- Louise Deglane
- Eugène Druet
- Gustave Gain
- Jules Gervais-Courtellemont
- Arnold Genthe
- Julien Gérardin
- Léon Gimpel
- Hans Hildenbrand
- Heinrich Kühn
- Jacques-Henri Lartigue
- Antonin Personnaz
- Sergueï Prokoudine-Gorski
- Edward Steichen
- Alfred Stieglitz
- Félix Thiollier
- Jean-Baptiste Tournassoud
- Eugène Trutat
- Gabriel Veyre

## Galerie

Autochromes
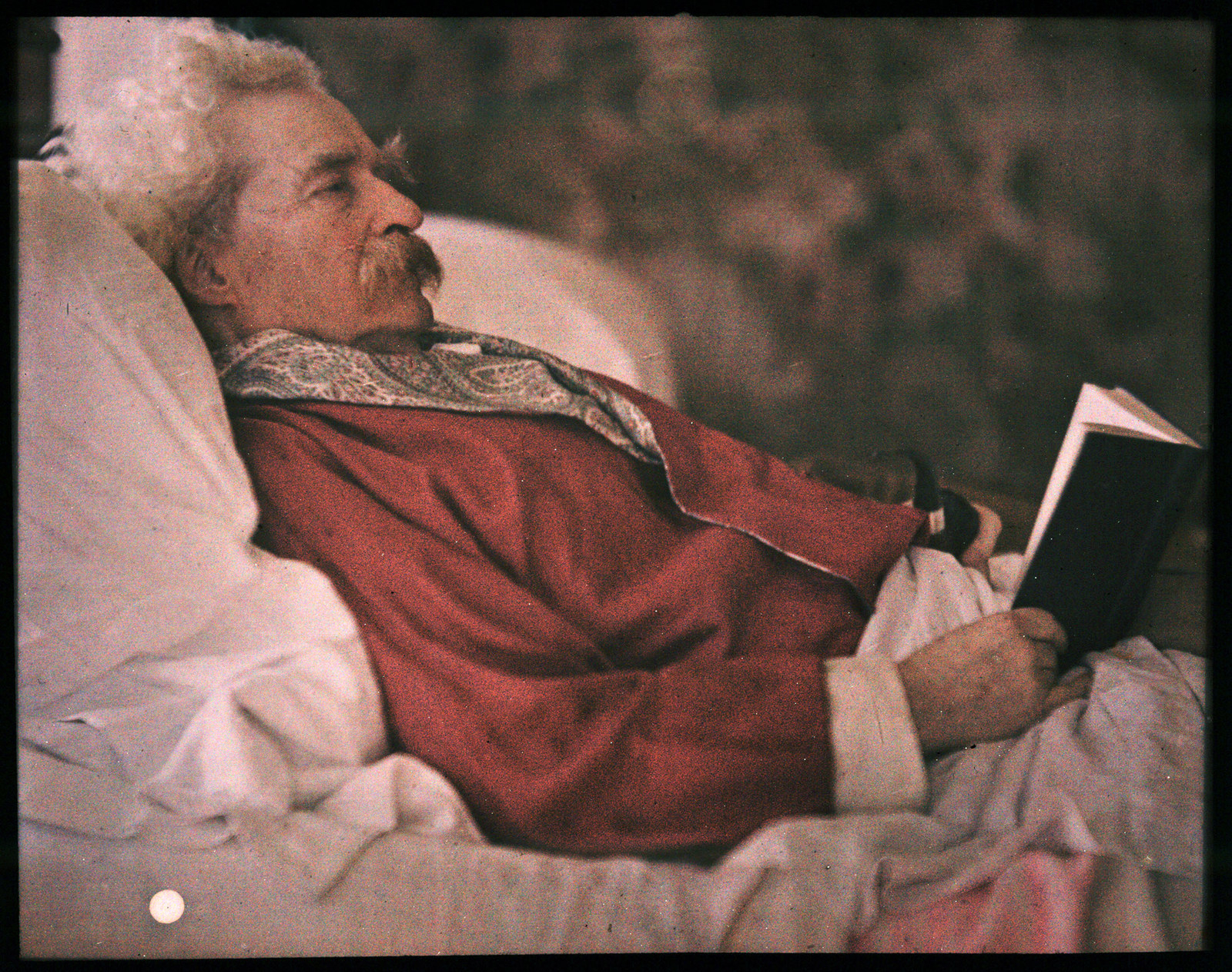
Portrait autochrome de Mark Twain, 1908.
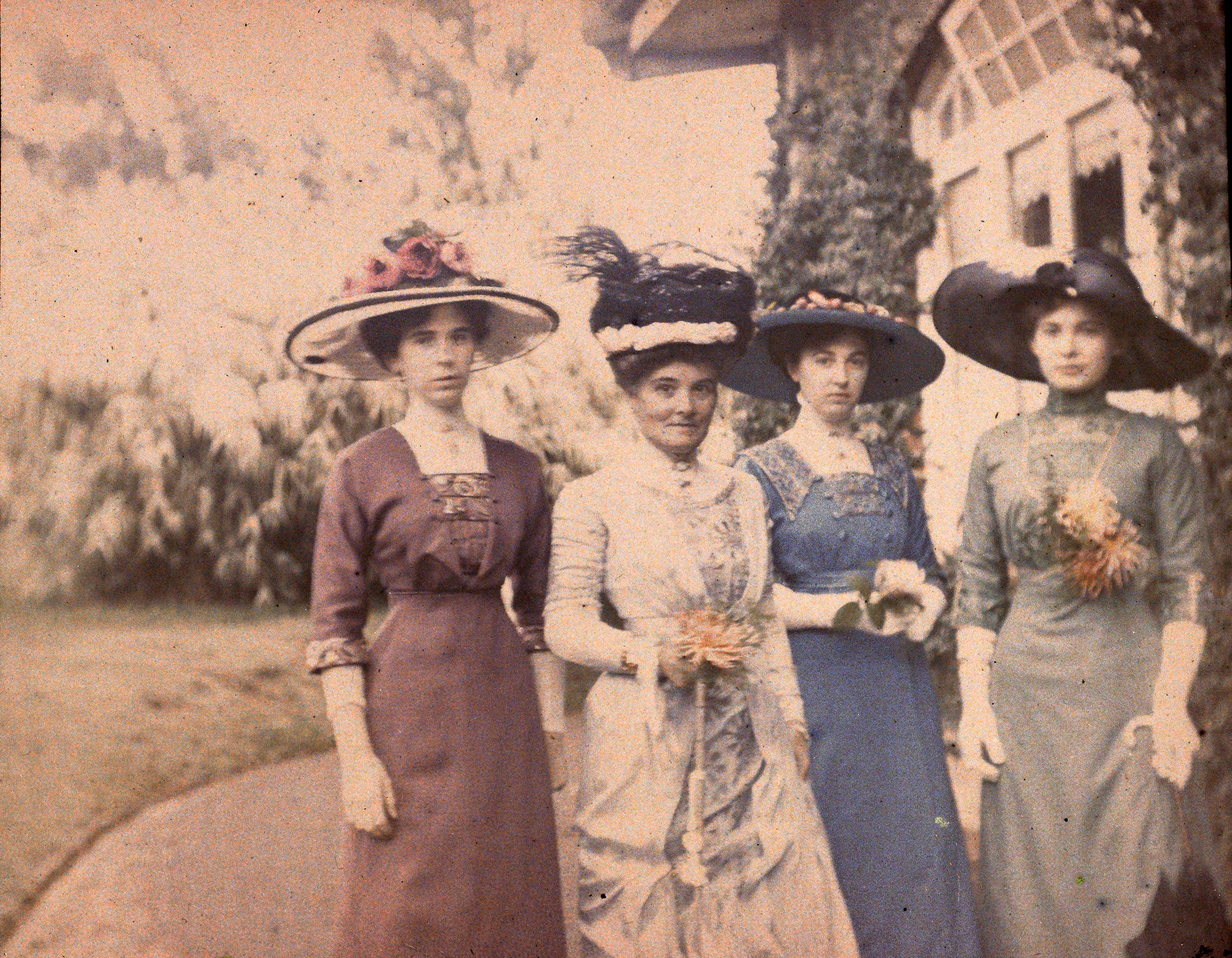
Famille Gullick, 1909.
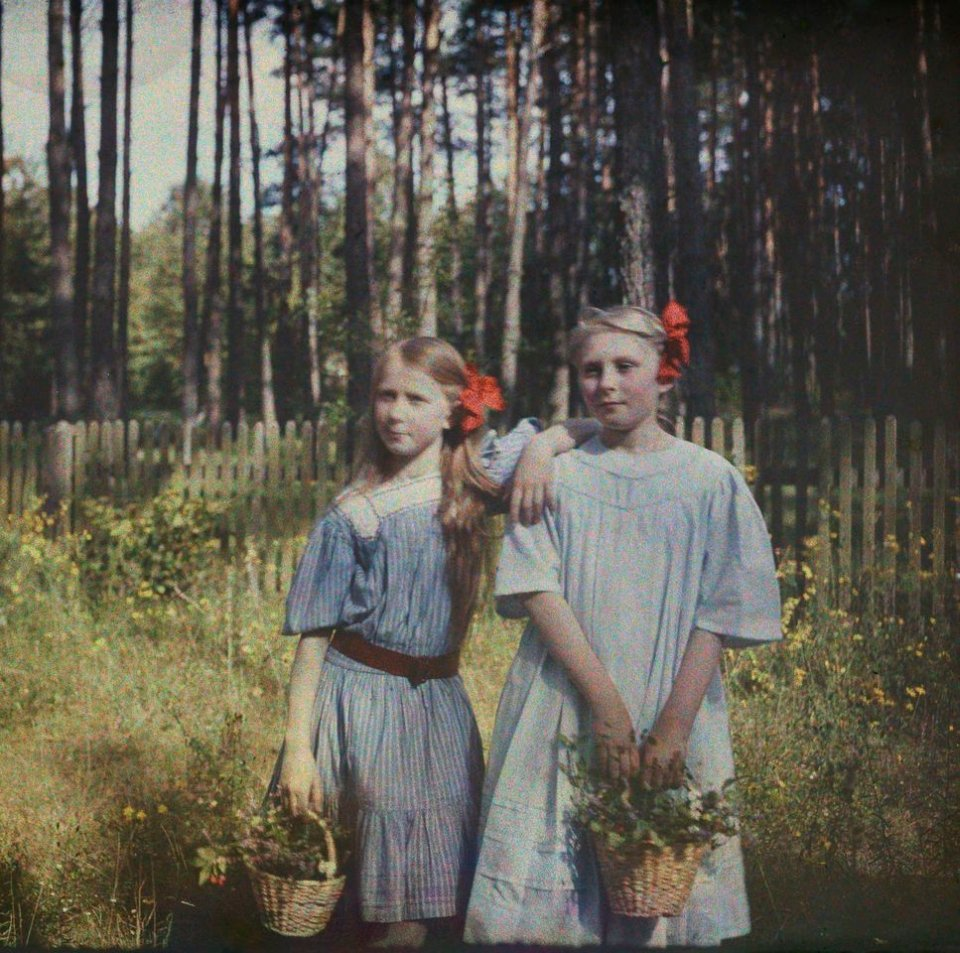
Anna Iwaszkiewicz et Maria Wysocka, Pologne, 1909.
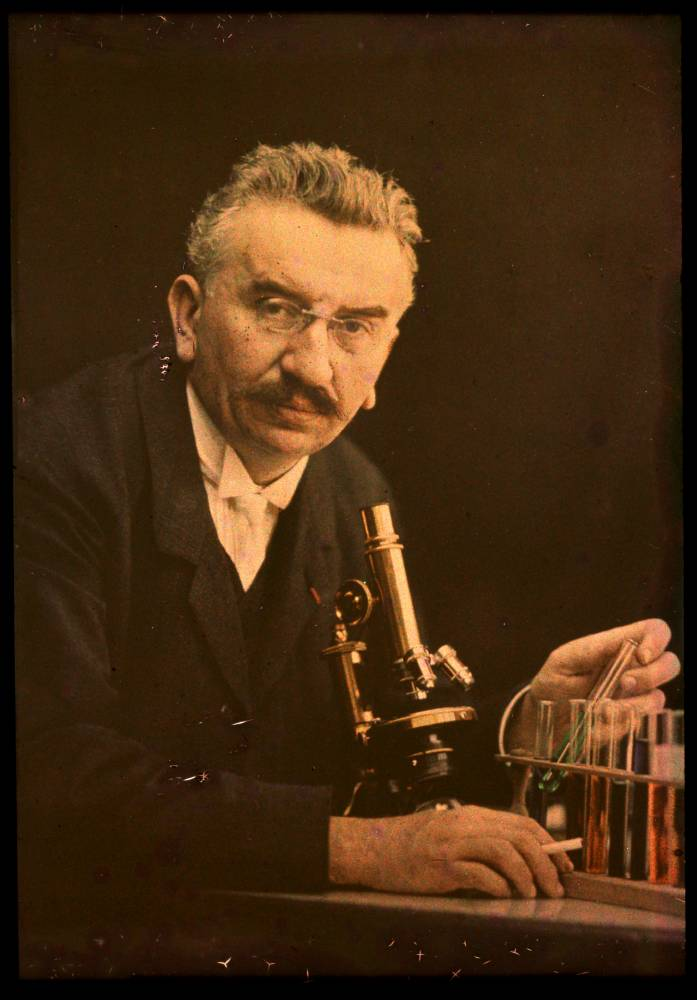
Louis Lumière, c. 1910.
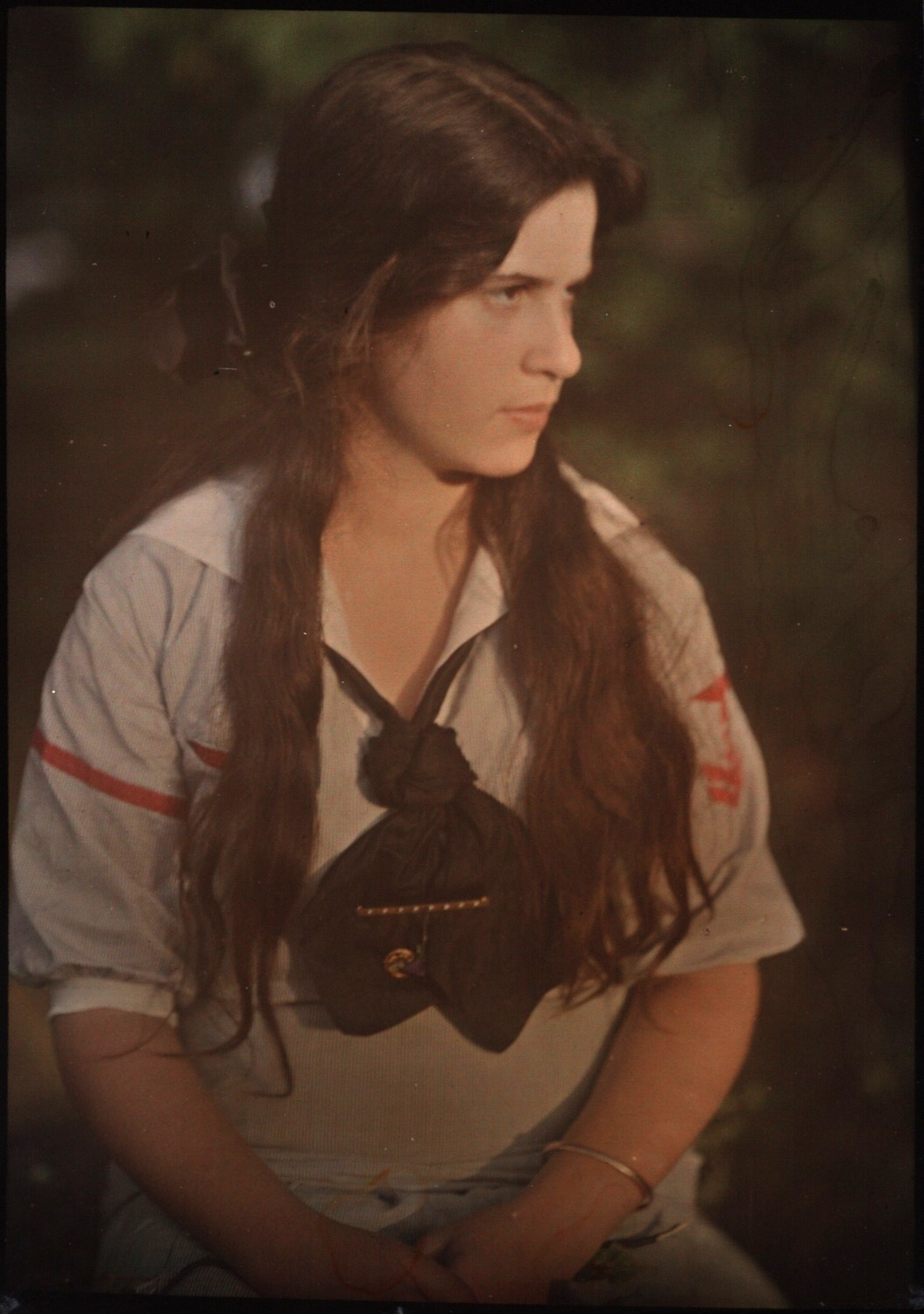
Katherine Stieglitz, c. 1910.
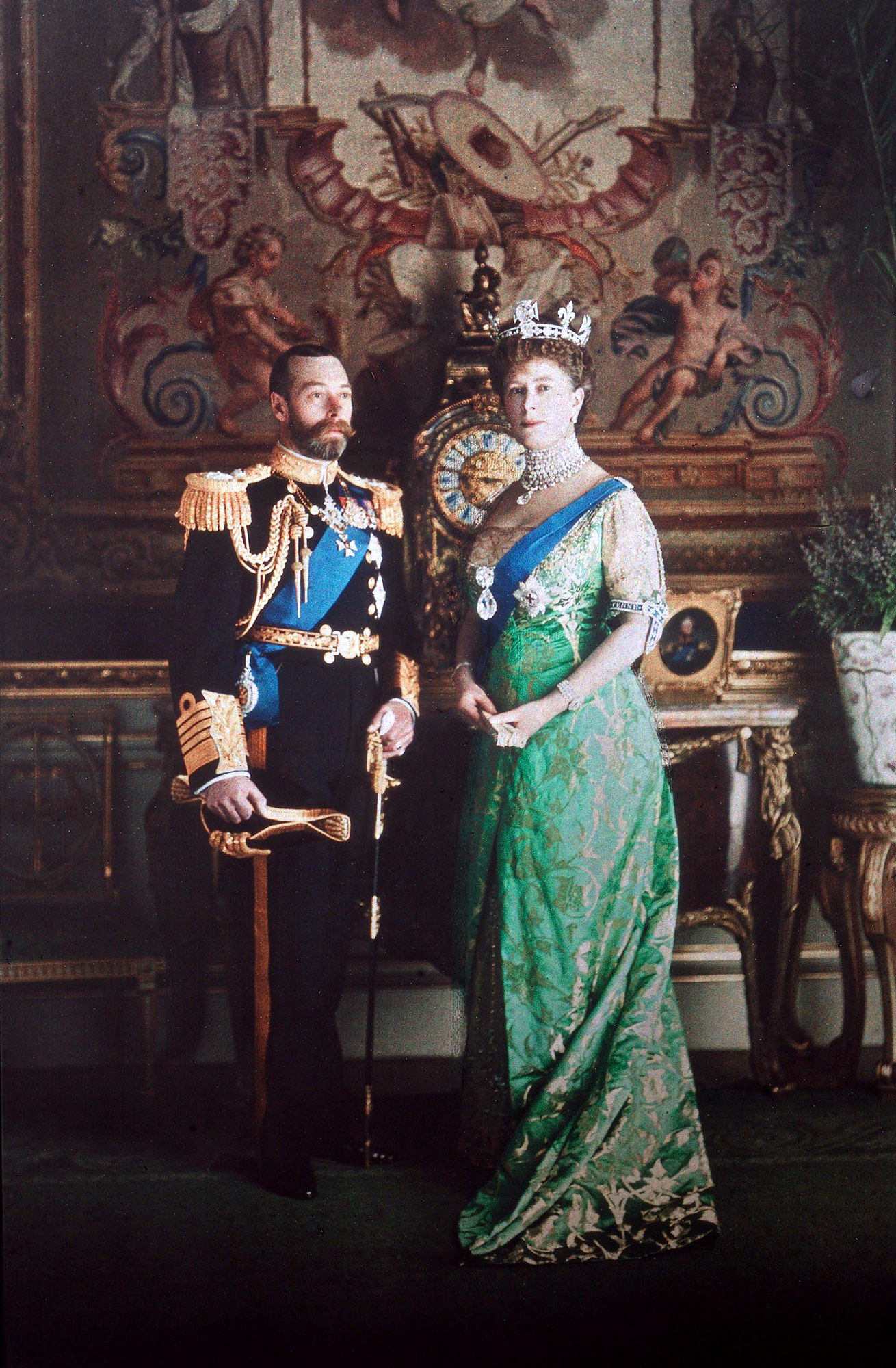
Le roi George V et la reine Mary photographiés par Jean Desboutin, 13 mars 1914.
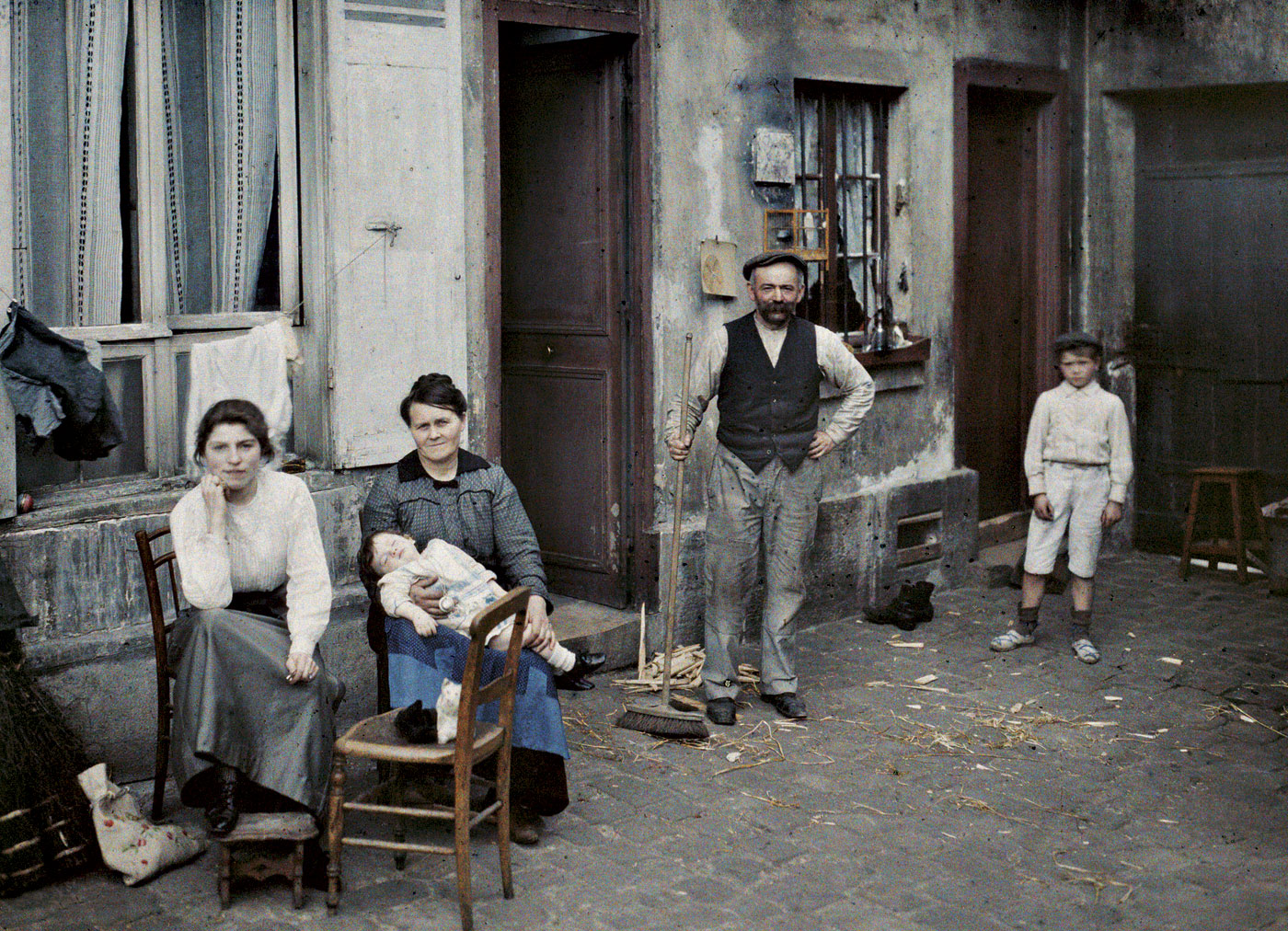
Famille à Paris, 1914.
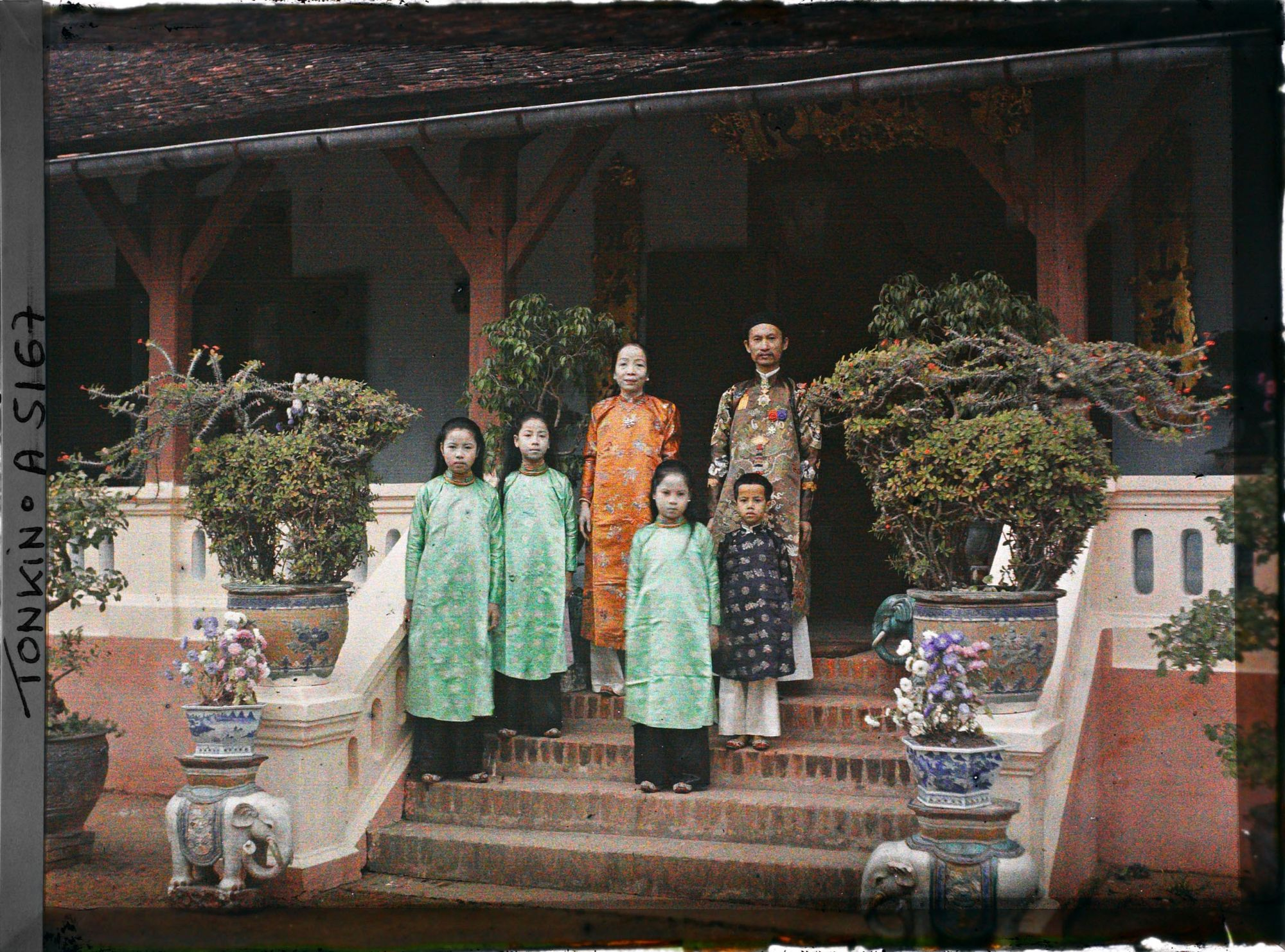
Hoang Trong Phu et sa famille, Vietnam, c. 1914.
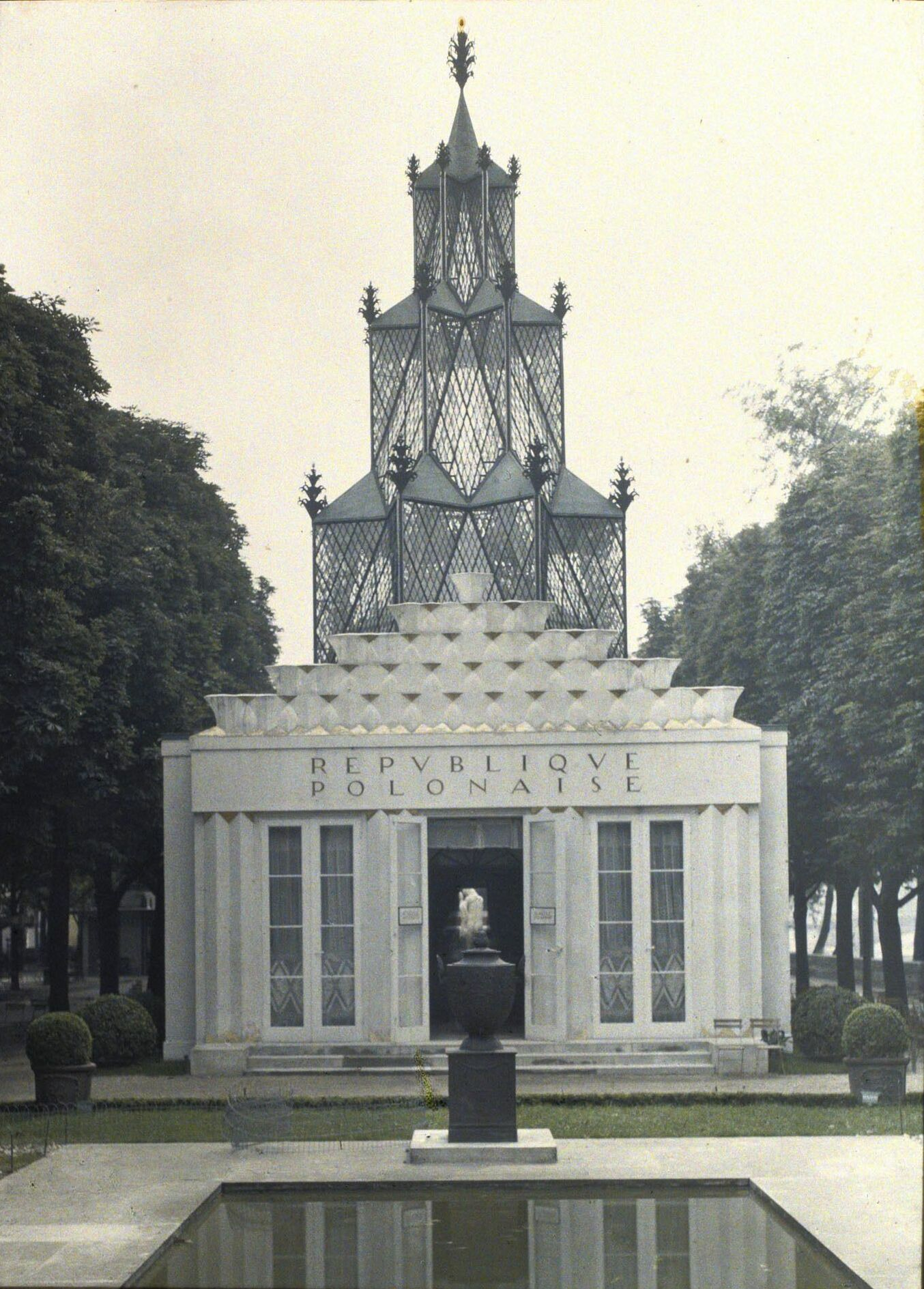
Un autochrome du pavillon de la Pologne à Paris, 1925.
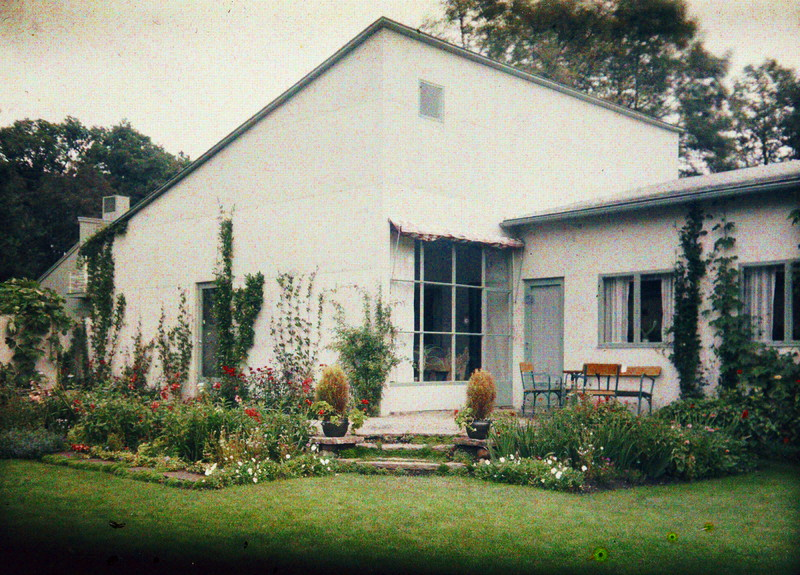
Maison à Stockholm, Autochrome, 1930.
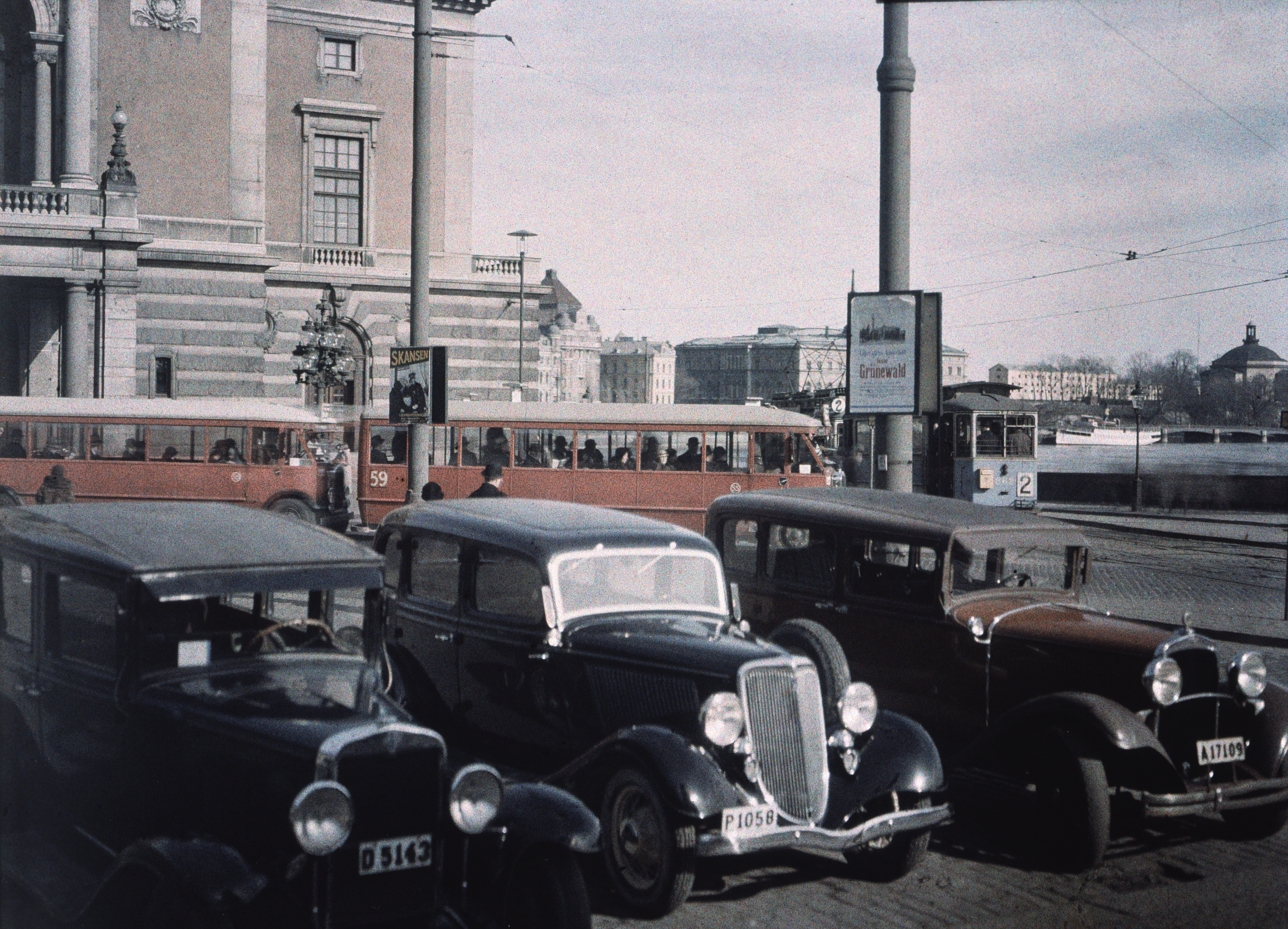
Un autochrome du Royal Swedish Opera à Stockholm, Suède, 1934.
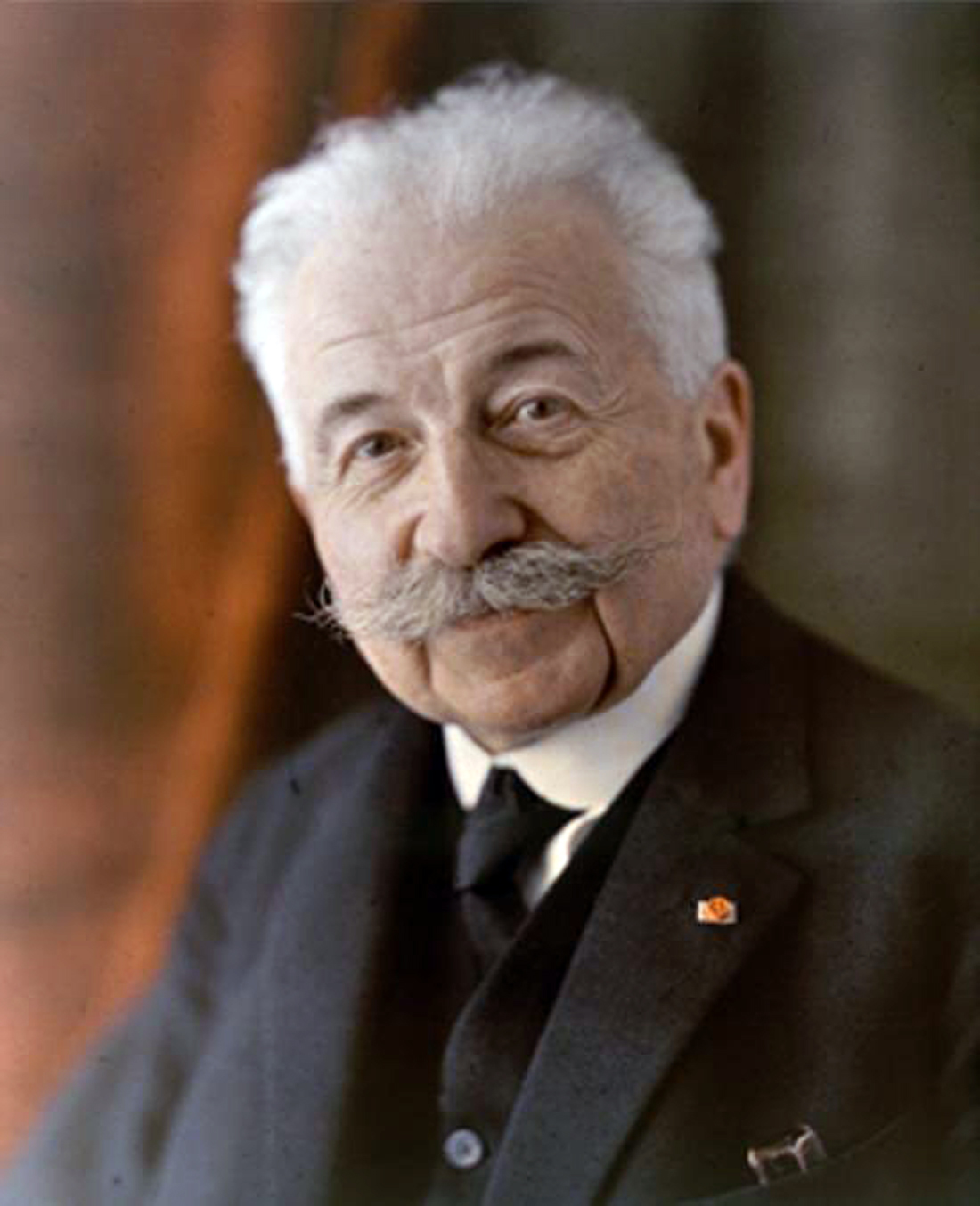
Auguste Lumière, c. 1935.
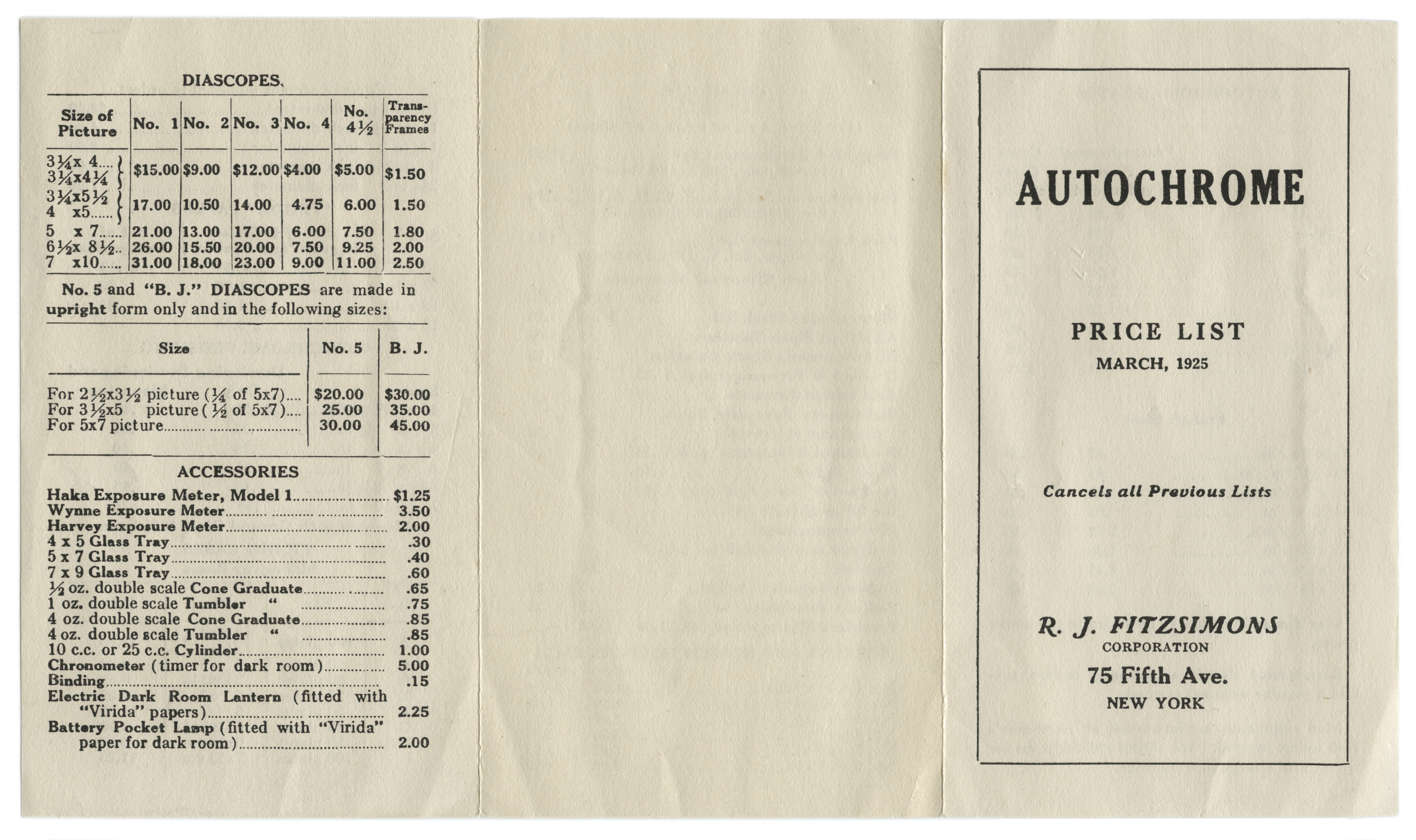
Tarifs d'autochromes, 1925 - recto.
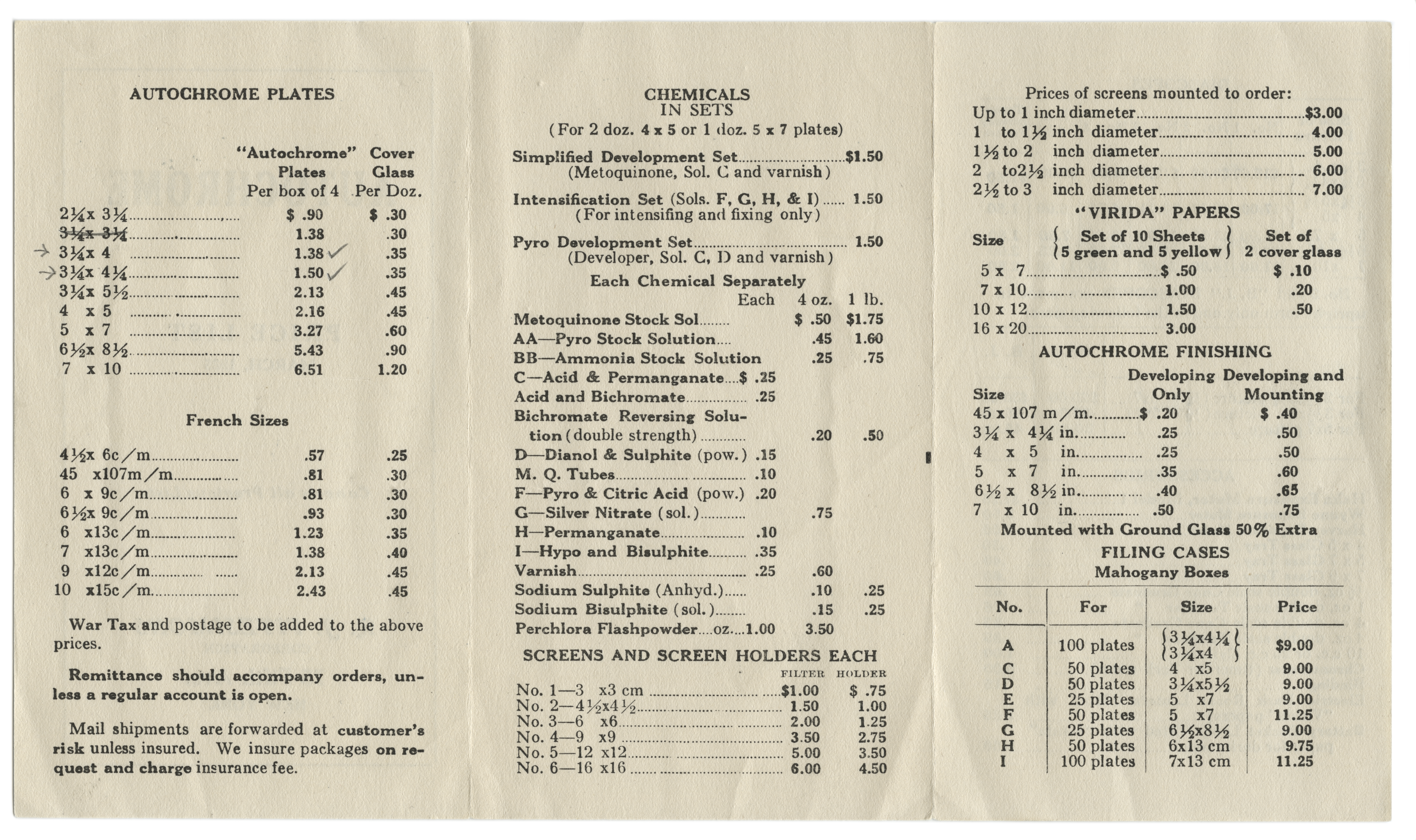
Tarifs d'autochromes, 1925 - verso.